# La dolce vita (album)
La dolce vita är After Darks debutalbum. Det släpptes 2004.

## Låtlista
1. Showtime
2. Vi är alla stjärnor
3. Det är då jag älskar dig
4. Rue de Lamour
5. En natt i Madrid
6. (Fortsatt att) le
7. Rendez Vouz
8. Älska mig
9. Applåder
10. Glitter
11. Låt dom tycka vad dom vill
12. La dolce vita
13. Ah vilket par (bonusspår)

## Singlar

### Det är då jag älskar dig
Det är då jag älskar dig After Darks andra singel. Den 28 november 2004 gjordes ett misslyckat försök att få in låten på Svensktoppen.

#### Listplaceringar
| Lista (2004) | Topplacering |
| ------------ | ------------ |
| Sverige      | 38           |